# كيفن كاسبر
كيفن كاسبر (بالإنجليزية: Kevin Kasper)‏ هو لاعب كرة قدم أمريكية أمريكي، ولد في 23 ديسمبر 1977 في هينديل في الولايات المتحدة.

## وصلات خارجية
- كيفن كاسبر على موقع مرجع كرة القدم المحترفة.كوم (الإنجليزية)
- كيفن كاسبر على موقع كلية كرة القدم في سبورتس رفرنس.كوم (الإنجليزية)